# Antonio Castejón Espinosa
Antonio Castejón Espinosa (Manila, 1 de junio de 1896 - Madrid, 2 de julio de 1979) fue un militar español que participó en la sublevación militar contra el gobierno de la II República que dio origen a la guerra civil española.
Como comandante de La Legión, dirigió una de las columnas que llevaron a cabo el rápido avance por Andalucía y a través de Extremadura, llevando a cabo algunos de los peores episodios de represión de toda la contienda, siendo especialmente célebre la masacre de Badajoz. Estos hechos propiciaron que Castejón haya sido considerado habitualmente un militar sanguinario.

## Biografía
Nacido en Manila —entonces ciudad española— en 1896, ingresó en el Ejército a temprana edad. Llegó a participar en la guerra del Rif, donde recibió varios ascensos por méritos de guerra.

### Guerra civil española
Con el grado de comandante del arma de Infantería, y destinado en la Legión Española, tomó partido por el bando sublevado en el golpe de Estado contra la Segunda República Española, ocupando por la fuerza la Alta Comisaría de España en el Protectorado Español de Marruecos, sita en la ciudad de Tetuán.
Entre el 19 y el 20 de julio pasó a Sevilla por vía aérea con una compañía de la Legión. Allí dirigió los ataques de las fuerzas sublevadas contra las milicias populares atrincheradas en los barrios obreros, destacando pronto como uno de los líderes de la represión en Sevilla.
A continuación recibió órdenes del general Queipo de Llano de ocupar diversas localidades de Andalucía. En poco tiempo capturó a sangre y fuego las villas de Morón de la Frontera, Utrera y Puente Genil, ganándose Castejón su fama de sanguinario por los brutales métodos utilizados en esta campaña. Reducida así la presión republicana sobre Sevilla y Córdoba, tras una reunión el 1 de agosto de 1936 recibió el encargo del general Franco de dirigirse hacia Extremadura, comandando una de las cuatro columnas que, a las órdenes del teniente coronel Juan Yagüe, debían enlazar con las fuerzas del general Mola situadas en el norte. Castejón estaba al mando del II Tabor de Ceuta y también de la V Bandera de la Legión.
En la noche del 2 de agosto partió de Sevilla al frente de su columna que, actuando de forma conjunta con las de los tenientes coroneles Carlos Asensio Cabanillas y Helí Rolando de Tella y Cantos lograron la rápida y sangrienta ocupación de Zafra, Almendralejo, Mérida y la ciudad de Badajoz, así como de otras localidades de Extremadura, donde perpetraron una feroz represión culminada con la masacre de Badajoz. Así, el 14 de agosto la 16 Compañía de la IV Bandera de la Legión mandada por el capitán Pérez Caballero en vanguardia atacó por la brecha de Trinidad finalizando así las operaciones de ataque sobre Badajoz.
El 21 de agosto rompió el cerco del asediado Monasterio de Guadalupe, poniendo en jaque a la columna «Fantasma» del capitán Uribarri. Ya entrado el otoño de 1936 combatió en el frente de Toledo y posteriormente en el de Madrid, donde fue herido de gravedad en una cadera en uno de los fuertes combates habidos en la Casa de Campo.
Tras ser ascendido a coronel, en 1937 recibió el mando de la 102.ª División en el frente de Andalucía. Al frente de esta división participó en el cierre de la Bolsa de Mérida, en el verano de 1938. Posteriormente fue enviado junto a su división al frente del Ebro en apoyo del Cuerpo de Ejército marroquí.

### Dictadura franquista
Desde el 21 de diciembre de 1939 hasta el 18 de junio de 1942 estuvo al mando del Tercio «Duque de Alba» de la Legión Española. Sería ascendido a general al final de la guerra, alcanzando posteriormente el grado de teniente general y en 1957 el mando de la Capitanía General de la II Región Militar con sede en Sevilla. Presidió en consejo de guerra y firmó la sentencia de muerte contra el falangista Juan José Domínguez Muñoz, fusilado el 1 de septiembre de 1942 tras el atentado de Begoña contra los tradicionalistas. En 1964 confesará a la viuda de Domínguez Muñoz: «Firmé en contra de mi voluntad» (le había solicitado una entrevista para pedir su perdón).
Pasó a reserva el 11 de junio de 1966.
En Madrid, residía en la calle Alonso Heredia, 2. Está enterrado en Jerez.

## Condecoraciones
Al cumplirse el XX aniversario de la sublevación militar, le fue otorgada la gran cruz de la Orden de Cisneros, al mérito político.
Fue nombrado Hermano Mayor Honorario de la Hermandad de Santa Genoveva. También recibió la medalla de oro de la ciudad de Sevilla, la cual le fue retirada por unanimidad de la corporación municipal el 28 de abril de 2015.